# جاك ليند
جاك ليند (بالإنجليزية: Jack Lind)‏ هو لاعب كرة قاعدة أمريكي، ولد في 8 يونيو 1946 في دنفر في الولايات المتحدة.

## وصلات خارجية
- جاك ليند على موقع الدوري الياباني لكرة القاعدة (الإنجليزية)
- جاك ليند على موقعبيزبول رفرنس.كوم (الدوري الرئيسي) (الإنجليزية)
- جاك ليند على موقع مشجعي الرسوم البيانية (الإنجليزية)